# Marriage à la Mode
Marriage à-la-mode é uma série de seis pinturas e gravuras, concebidas em 1715 por William Hogarth. Respeitando o percurso marital, esta controversa série de pinturas foi tema de grandes debates sociais ao longo de todo o século XVIII. 
Todas as pinturas usufruíram de uma particular crítica, de variados autores e artistas contemporâneos de Hogarth, que punham, de certa forma, em causa o casamento por contrato e não rejeitavam uma nova e arrojada visão do amor entre os estratos sociais mais elevados.

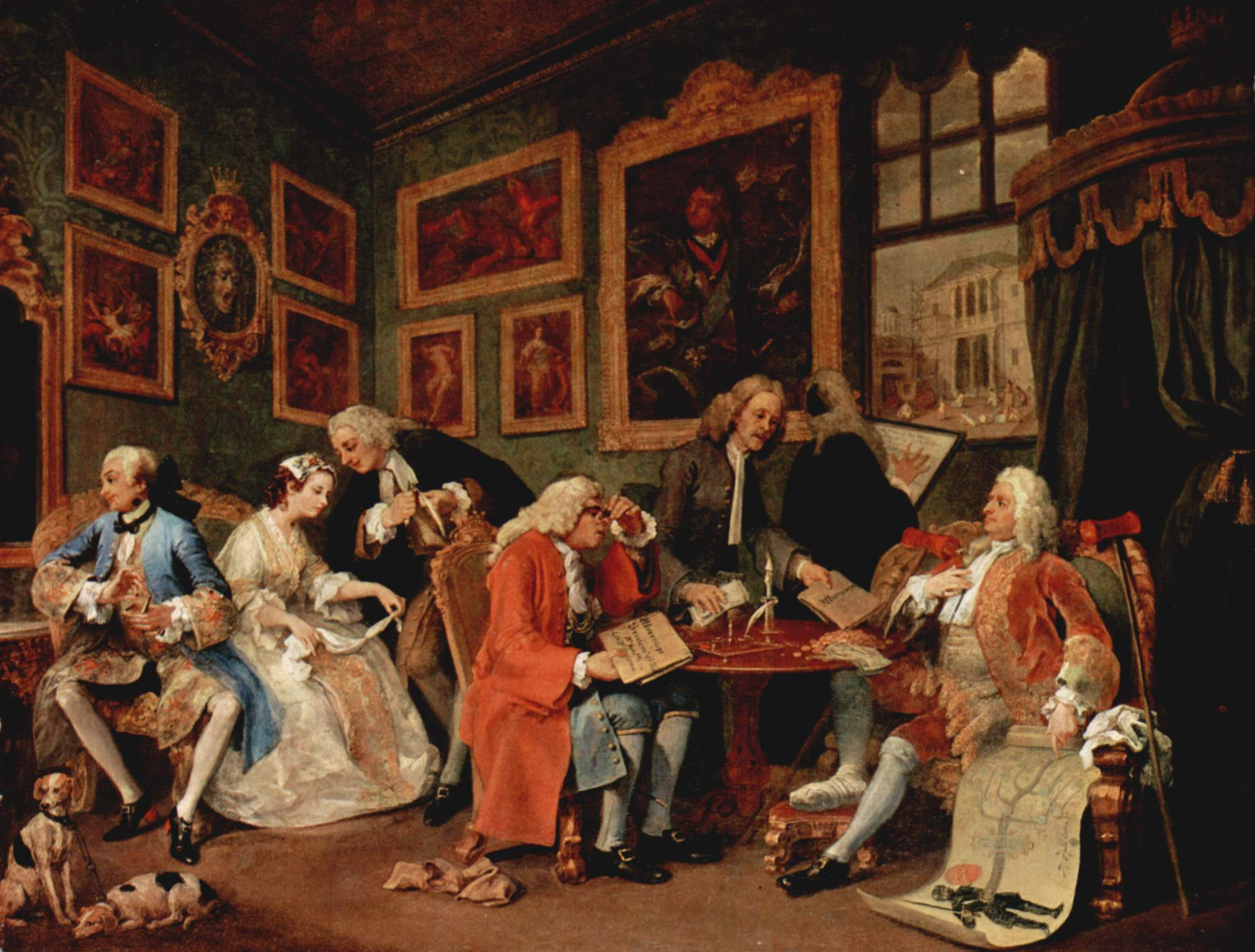
O contrato de casamento
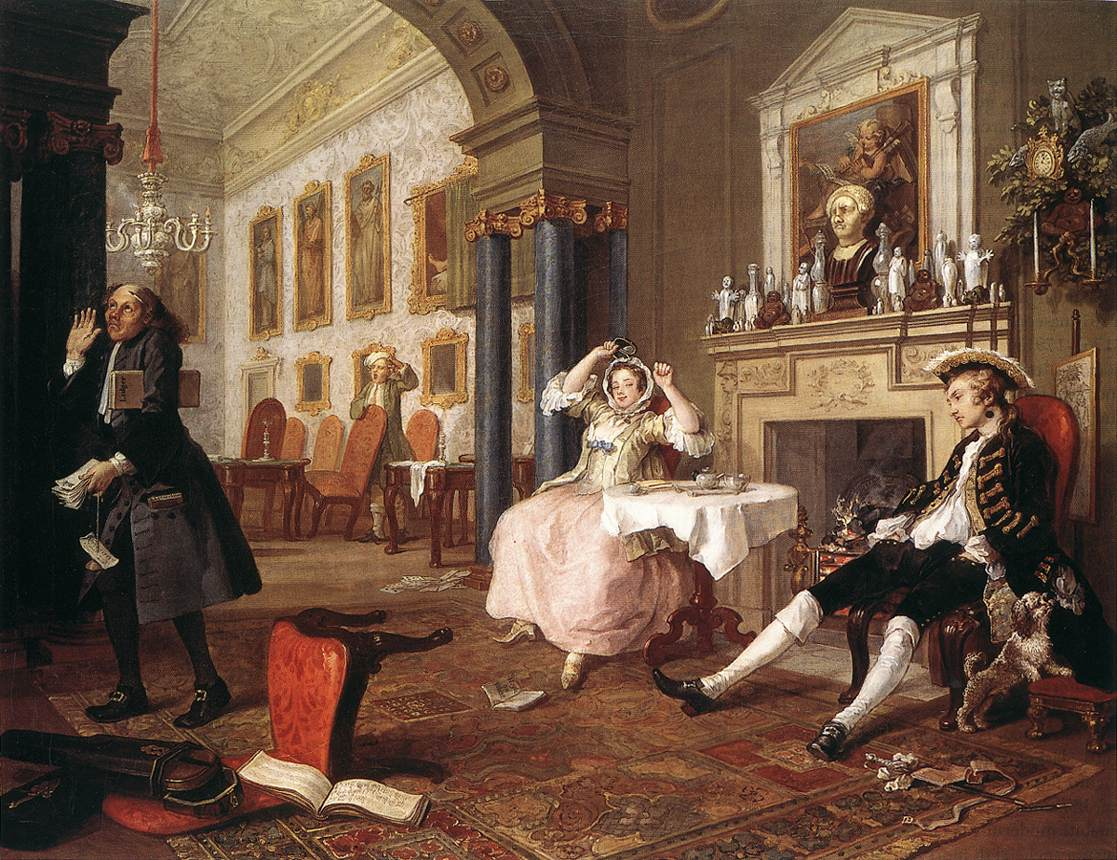
Logo após o casamento
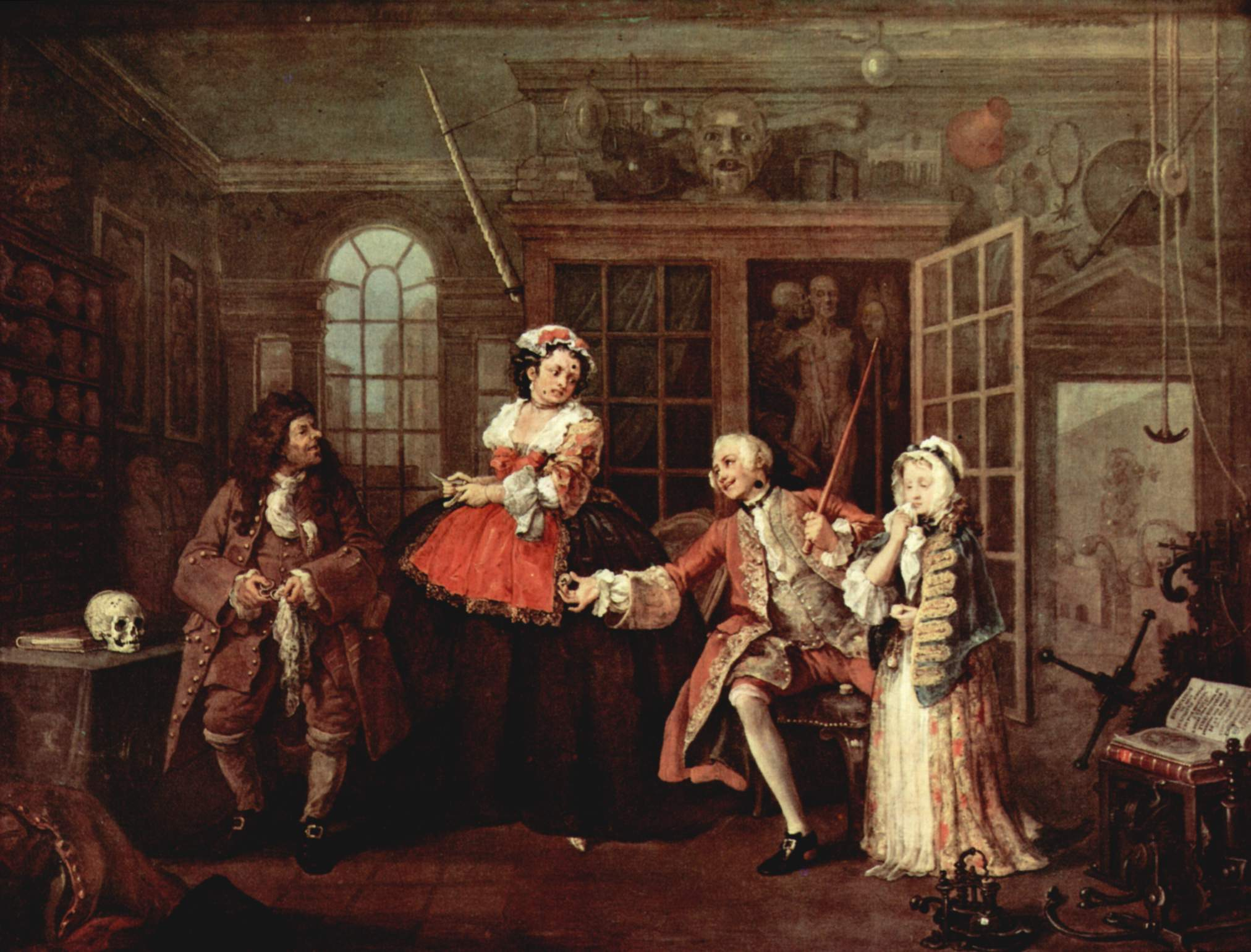
A visita ao médico
O levantar da condessa
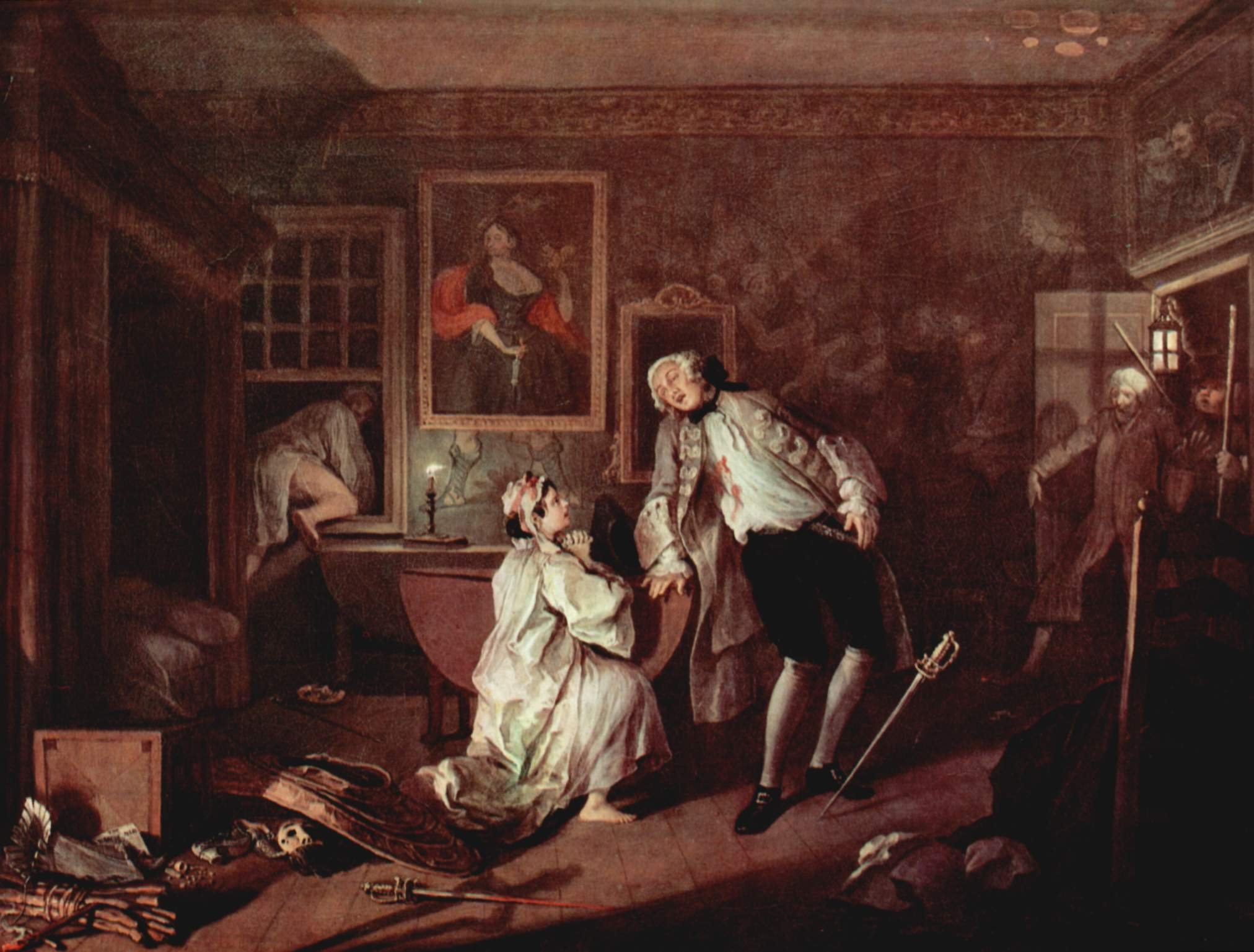
A morte do conde
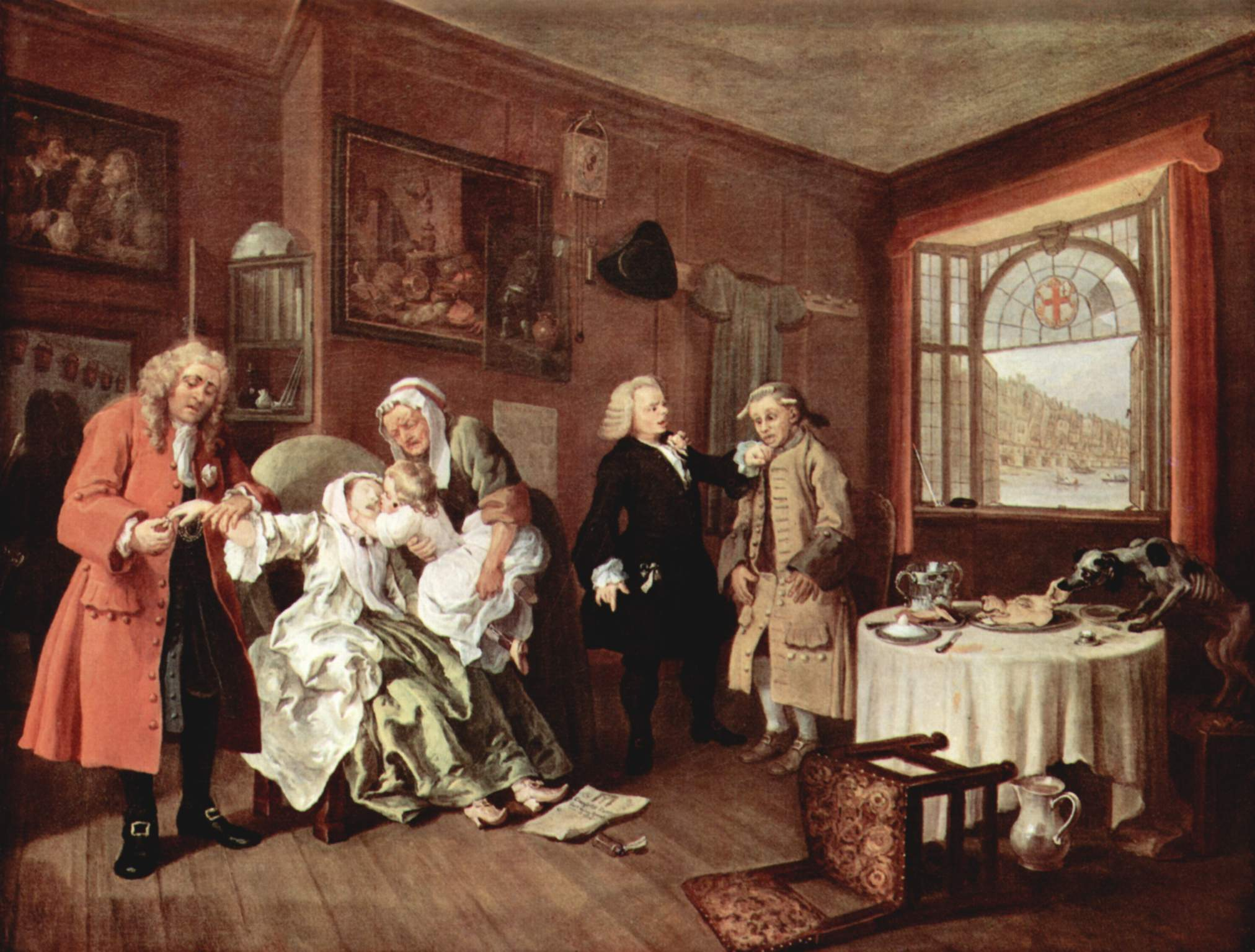
O suicídio da condessa